# Prugny
Prugny ist eine französische Gemeinde mit 366 Einwohnern (Stand 1. Januar 2022) im Département Aube in der Region Grand Est (vor 2016 Champagne-Ardenne). Sie gehört zum Kanton Aix-Villemaur-Pâlis im Arrondissement Troyes. Die Einwohner werden Prugnots und Prugnottes genannt.

## Geographie
Prugny liegt etwa zwölf Kilometer westsüdwestlich von Troyes. 
Nachbargemeinden sind Messon im Westen und Norden, Torvilliers im Nordosten, Saint-Germain im Osten, Laines-aux-Bois im Südosten und Süden, Vauchassis im Süden und Südwesten sowie Bucey-en-Othe im Westen.

## Bevölkerungsentwicklung
| Jahr                       | 1962 | 1968 | 1975 | 1982 | 1990 | 1999 | 2006 | 2011 | 2019 |
| -------------------------- | ---- | ---- | ---- | ---- | ---- | ---- | ---- | ---- | ---- |
| Einwohner                  | 102  | 92   | 145  | 259  | 300  | 316  | 385  | 396  | 367  |
| Quellen: Cassini und INSEE |      |      |      |      |      |      |      |      |      |

## Sehenswürdigkeiten
- Kirche Saint-Nicolas, 1743 wieder errichtet

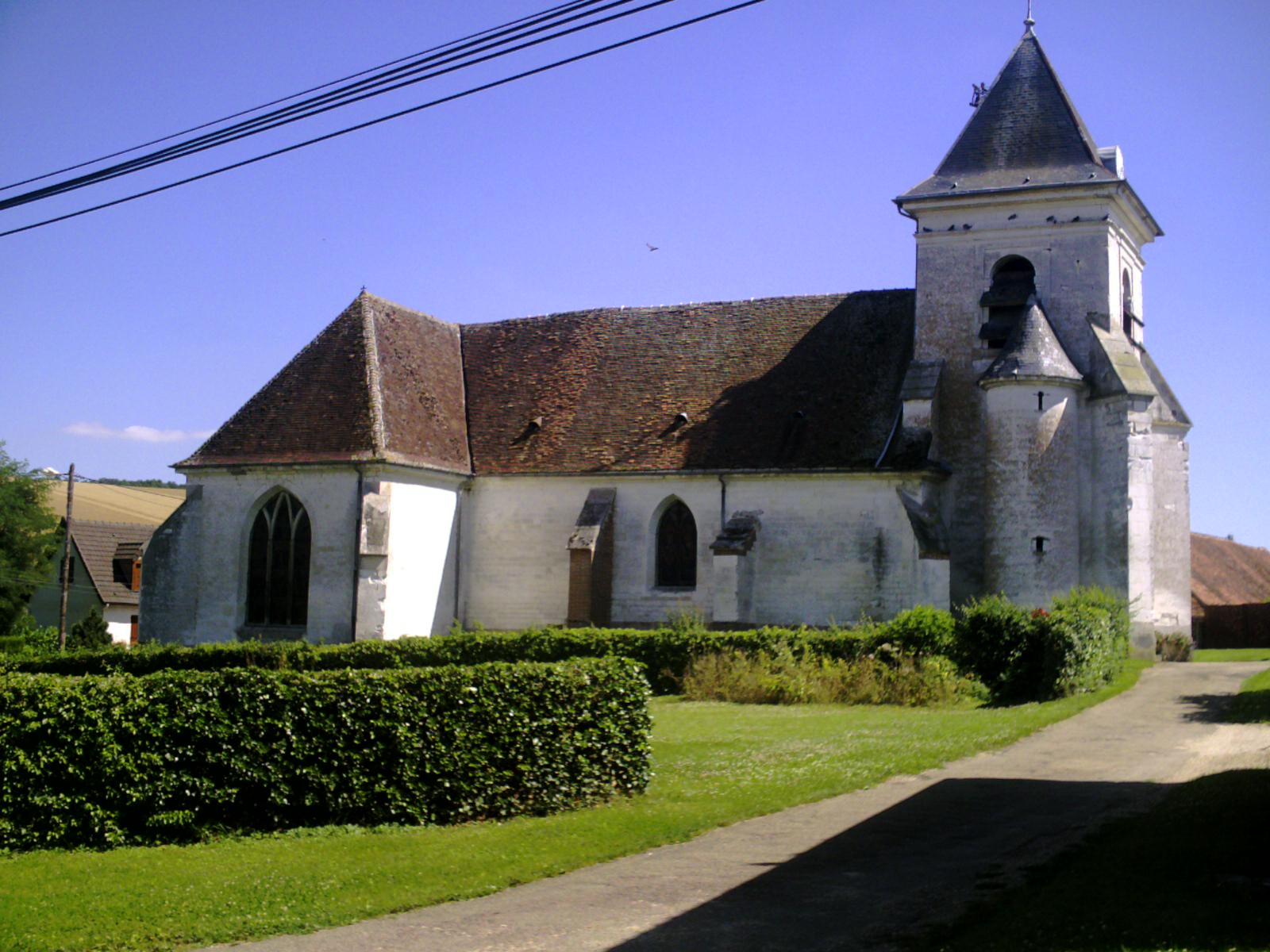
Kirche Saint-Nicolas